# Ropalopus femoratus
Ropalopus femoratus (лат.) — вид жуков-усачей из подсемейства настоящих усачей. Распространён в Европе.

## Экология
Личинки развиваются на различных широколиственных деревьях: дубах, лещинах, каштанах, орехах, яблонях, сливах, розах и некоторых других. Имаго летают с мая по июль.

## Описание
Длина тела взрослых насекомых 7—14 мм. Голова и переднегудь покрыта густой морщинистой пунктировкой. Бёдра красные. Усики примерно равны длине тела, у самцов они немного длиннее, чем самок. Щиток покрыт прилегающими волосками. Низ тела в серых волосках.

## Распространение
Встречается в Европе, от Испании до Украины и Турции. В 2023 году впервые отмечен в России (в старой дубраве с клёном в Чувашии).